# کایرل
کایرل ولنتاین چوی (انگلیسی: Kyrell Valentine Choi؛ زادهٔ ۳ ژوئیه ۲۰۰۵) که با نام کایرل شناخته می‌شود، خواننده و رقصندهٔ اهل آمریکا است. او یکی از اعضای گروه پسرانهٔ امپرس‌اندوان است.